# 穿封戌
穿封戌（？—？），中国春秋時期楚国政治人物，知名將領。

## 生平
楚康王时，他作为方城外县尹，他俘虏郑国将军皇颉，楚共王次子令尹公子围和穿封戌争夺俘虏皇颉的功劳，找伯州犁评理。伯州犁向皇颉介绍两人，抬起手，高指着公子围，說這位是君王的弟弟。手指向下，指着穿封戌，說這位是縣尹。皇颉理解伯州犁的意思，于是謊稱是被公子围擒获。穿封戌大怒，拿著戈要殺公子圍，公子圍奔跑逃脫了。这就是成语上下其手的来历。
但是，公子围即位为楚灵王后，依然重用穿封戌，把陈国滅亡後，由穿封戌驻守陈地，稱陳公。封爵时楚灵王问穿封戌“如果当年知道今日，你还敢和我争吗？”，穿封戌回答，“如果知道今日，当年我就一戈杀了你，免得留你到今日祸害楚国”。楚平王時為了外交考量，立陳惠公，恢復陳國。

## 文学形象
在小说《东周列国志》中，当陈、蔡两国旧贵族及楚灵王之弟蔡公弃疾计划联手推翻在外征讨徐国的楚灵王以恢复被其所并的陈、蔡时，认为穿封戌不是阿附灵王的人，可以利用，但当他们试图策反穿封戌时，穿封戌正好去世了。